# Anselm Grün

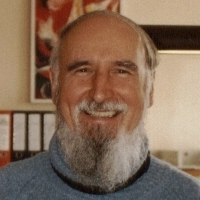
Anselm Grün, abril de 2005

Anselm Grün (Unterfranken, Alemanya, 14 de gener de 1945) és un monjo benedictí alemany. Estava a càrrec dels assumptes financers de l'abadia de Münsterschwarzach. Ha escrit uns 300 llibres centrats en l'espiritualitat, dels quals se n'han venut més de 15 milions d'exemplars en 30 idiomes. També imparteix cursos i conferències, i ofereix assessorament espiritual als directius.
Grün va acabar els seus anys escolars avançats el 1964 amb Abitur, que és el certificat més alt, a l'escola de gramàtica de Würzburg, Alemanya. El mateix any va començar com a novici a l'abadia benedictina de Münsterschwarzach. De 1965 a 1971 va estudiar filosofia i teologia a l'Arcabadia de Sant Ottilien i a Roma. El 1974 va completar el seu doctorat en teologia sobre Karl Rahner. De 1974 a 1976 va estudiar Negocis a Nuremberg, després es va convertir en el gestor de l'abadia de Münsterschwarzach, on és responsable de l'administració econòmica dels seus 280 empleats i 20 empreses.